# محمد عبد الهادي
محمد عبد الهادي هو لاعب هوكي الحقل ماليزي، ولد في 26 أكتوبر 1966.

## وصلات خارجية
- محمد عبد الهادي على موقع أوليمبيديا (الإنجليزية)